# Haumea (gudinde)
 For alternative betydninger, se Haumea. (Se også artikler, som begynder med Haumea)
Haumea er en gudinde i den på Hawaii dyrkede mytologi. Haumea symboliserer frugtbarhed og fødsel. Hun blev dræbt af Kaulu.
Dværgplaneten Haumea er opkaldt efter Haumea. 

## Eksterne links
- Hellige tekster vedrørende Haumea (engelsk)

| Mytologi | Spire Denne artikel om mytologi er en spire som bør udbygges. Du er velkommen til at hjælpe Wikipedia ved at udvide den. |